# Angélique Kyungu Mwamba
Pour les articles homonymes, voir Mwamba.
 Angélique Kyungu Mwamba  est une femme politique de République démocratique du Congo née à Lubumbashi. Fille de Antoine Gabriel Kyungu Wa Kumwanza et membre de l'UNAFEC. Elle est l'une des deux femmes à avoir obtenu le siège de députée provinciale du Haut-Katanga dans le Mitwaba (territoire) en 2018.

### Carrière politique
Angélique Kyungu est rapporteur du groupe parlementaire Union des démocrates du Haut-Katanga.